# High Voltage (1975년 음반)
《High Voltage》는 1975년 2월 17일에 오스트레일리아에서만 발매된 오스트레일리아의 하드 록 밴드 AC/DC의 데뷔 스튜디오 음반이다. 1976년 첫 번째 국제 발매는 비록 근본적으로 다른 트랙 리스트를 가지고 있지만 《High Voltage》으로 명명될 것이다.

## 배경
1973년 11월, 기타리스트 맬컴 영과 앵거스 영이 AC/DC를 결성하여 베이시스트 래리 반 크리트, 보컬 데이브 에반스, 전직 마스터스 어프렌티세스 드러머 콜린 버지스를 영입하였다. 곧 영 형제는 에반스가 그 그룹에 적합한 프런트맨이 아니라고 결정했고, 그들은 에반스가 게리 글리터처럼 더 매력적인 로커라고 느꼈다. 밴드는 에반스, 〈Can I Sit Next to You, Girl〉과 〈Rockin in the Parlour〉를 B-사이드로 단 한 곡만 녹음했다. 1974년 9월, 경험이 풍부한 보컬리스트 겸 프로듀서 조지 영의 친구인 본 스콧은 친구 빈스 러브그로브가 추천한 후, 데이브 에반스를 대신했다. 스콧의 추가는 밴드를 재정립했고, 영 형제들처럼 스콧은 어린 시절에 호주로 이주하기 전에 스코틀랜드에서 태어났으며, 특히 리틀 리처드를 좋아했다. 스콧은 발렌타인즈, 스팩터즈, 그리고 프러터너티에서 연주했다. 앵거스 영은 2010년 《모조》의 실비 시몬스와의 인터뷰에서 스콧이 한 일을 회상했다. "AC/DC라는 특징을 가질 수 있었습니다... 모든 것이 점점 더 지구로 내려가 직진하게 되었습니다. 그때 우리는 밴드가 되었습니다."

## 평가
올뮤직은 이 AC/DC 버전을 "당시에는 여전히 그들만의 것이 되어가고 있던 매우 젊은 밴드였고, 그 자기 발견의 과정이 《High Voltage》의 오리지널 버전을 모든 본 스콧 음반 중에서 가장 일관성이 없고 독특한 것으로 만들고 있다"고 보고 있다.

## 곡 목록
모든 곡들은 특별한 언급이 없는 한 앵거스 영, 맬컴 영, 본 스콧에 의해 작사/작곡하였다.
| #  | 제목                                       | 재생 시간 |
| -- | ------------------------------------------ | --------- |
| 1. | 〈Baby, Please Don't Go (빅 조 윌리엄스)〉 | 4:50      |
| 2. | 〈She's Got Balls〉                        | 4:52      |
| 3. | 〈Little Lover〉                           | 5:40      |
| 4. | 〈Stick Around〉                           | 4:39      |

| #  | 제목                                   | 재생 시간 |
| -- | -------------------------------------- | --------- |
| 5. | 〈Soul Stripper (앵거스 영, 맬컴 영)〉 | 6:25      |
| 6. | 〈You Ain't Got a Hold on Me〉         | 3:31      |
| 7. | 〈Love Song〉                          | 5:14      |
| 8. | 〈Show Business〉                      | 4:46      |

## 인증
| 국가                       | 인증        | 판매량/출하량 |
| -------------------------- | ----------- | ------------- |
| 오스트레일리아 (ARIA)      | 5× 플래티넘 | 350,000^      |
| ^출하량을 기반으로 한 인증 |             |               |